# Myosotis azorica
Myosotis azorica, con el nombre común de  nomeolvides de las Azores, es una especie de planta fanerógama endémica de las islas Azores en el Atlántico Norte.

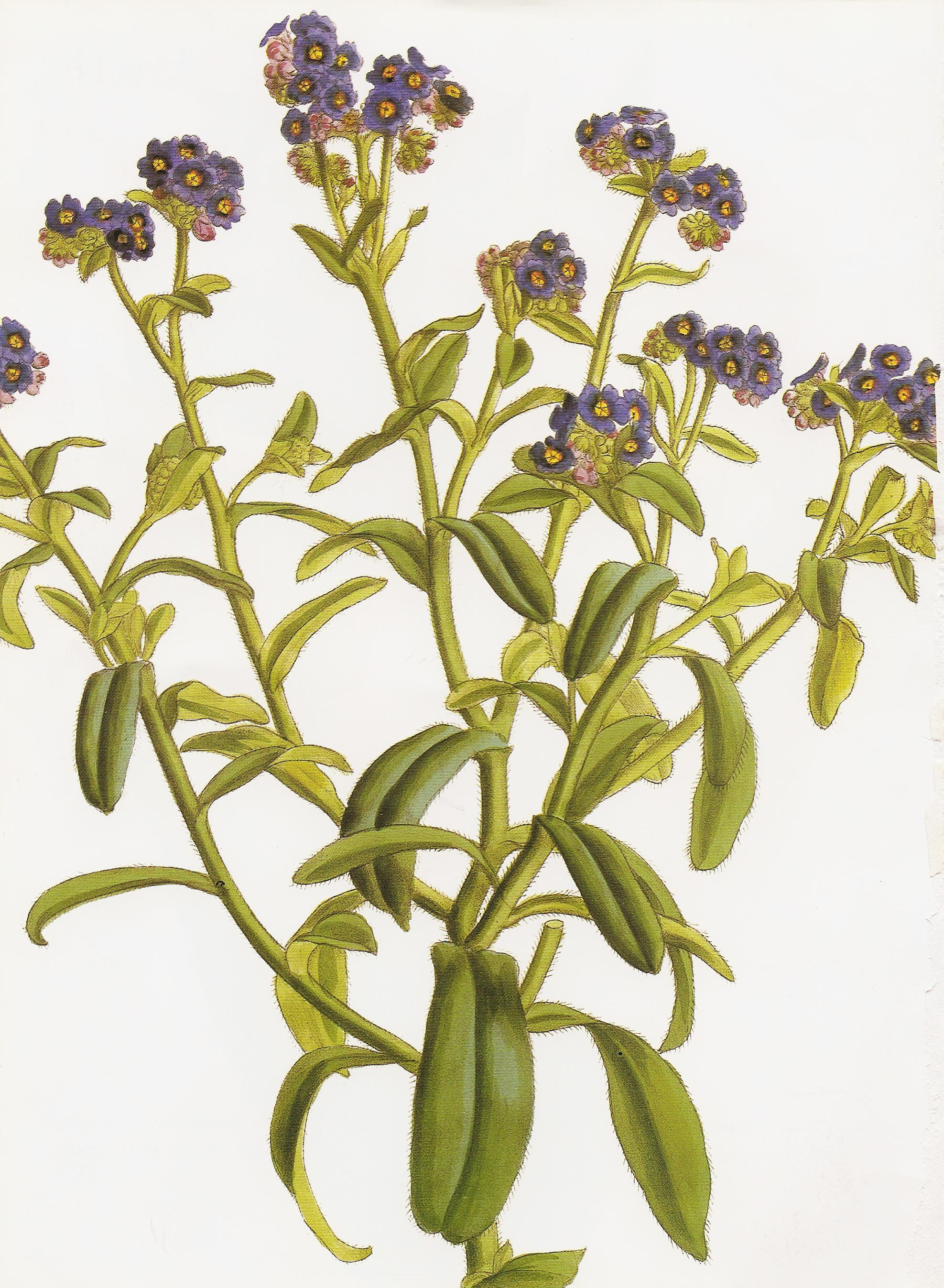
Ilustración en Louis-Aristide-Léon Constans (fl. 1830s-1860s), placa 97 del tercer volumen de Paxton's Flower Garden (1852-1853) por John Lindley y Joseph Paxton.

## Distribución y hábitat
Crece cerca de las cascadas y en las rocas húmedas y en los prados húmedos en las islas de São Jorge, Pico, Faial, Corvo y Flores. Su área de distribución natural abarca menos de 15 km², con el número total de individuos estimados a menos de 600, por lo que la especie es vulnerable.

## Descripción
Myosotis azorica es una planta perenne herbácea con tallos decumbentes hasta 30 cm de altura. Las hojas son lanceoladas, en el tallo, con numerosos pelos flexibles suaves. Las flores nacen en "cimas escorpioides", es decir, en curva espiral con tallos que se asemejan a la cola de un escorpión. Las flores son de un azul profundo-morado con un centro amarillo.

## Taxonomía
Myosotis azorica fue descrita por Hewett Cottrell Watson y publicado en Botanical Magazine 70: t. 4122. 1844.
Etimología
Myosotis: nombre genérico que deriva del griego: mys, myos, que significa "ratoncillo" y otos, que significa "oreja", aludiendo a la forma de la hoja en algunas de las especies del género.
azorica: epíteto geográfico que alude asu localización en las Islas Azores.
Sinonimia
- Myosotis maritima Hochst. ex Seub.[6]